# Alexandre du Moncel
Pour les articles homonymes, voir Moncel.
Alexandre-Henri-Adéodat, comte du Moncel (né le 6 décembre 1784 à Helleville et mort le 20 octobre 1861 au château de Beaurepaire à Martinvast), est un officier général et homme politique français.

## Biographie
Fils de Jean-François, comte du Moncel, brigadier des armées du roi et capitaine au régiment des gardes françaises, et de haute et de Marie-Anne du Mérigot de Sainte-Fère, il suivit la carrière des armes, entra à l'École polytechnique en 1804, puis à l'École d'application de Metz en 1806, d'où il sortit, l'année suivante, officier du génie.
Envoyé d'abord à Cherbourg, il incorpora la grande armée au moment de la campagne de 1809, reçut le baptême du feu à Abensberg, assista à Essling, et se distingua à Wagram dans l'état-major de Masséna.
En 1810, il fut attaché à l'armée de Hollande, puis renvoyé à Cherbourg, et, en 1812, de nouveau rappelé à la grande armée, et versé dans le génie du 10e corps, sous les ordres de Macdonald. Il assista à la prise de Dunebourg, manœuvra sur la ligne d'opération de Riga, et suivit la retraite des troupes sur l'Oder après la détection d'York et du contingent prussien. En 1813, il prit part aux batailles de Lutzen et de Bautzen, où il fut nommé chevalier de la Légion d'honneur, devint chef d'état-major du corps de Vandamme, fut nommé chef de bataillon après Kulm, resta à Dresde avec Gouvion-Saint-Cyr, et fut compris dans la capitulation que ce général signale 11 novembre.
À la première Restauration, du Moncel devint directeur du génie et fut attaché en cette qualité à la maison militaire du roi. Après les Cent-Jours, il fut élu député, le 22 août 1815, par le collège de département de la Manche ; il ne se fit pas remarquer à la Chambre dans la minorité ministérielle, reprit, en 1816, ses fonctions utilitaires, et fut de nouveau élu député, par le grand collège de la Manche, le 24 novembre 1827. Il appuya le ministère libéral de Martignac, et renonça à la politique après les événements de 1830.
Lieutenant-colonel du génie depuis le 1er janvier 1824, il fut, en 1832, appelé par intérim à la direction du génie à Cherbourg, et présenta au roi le nouveau projet de fortification du port. Directeur titulaire et colonel le 31 décembre 1835, maréchal de camp le 9 avril 1843, pair de France le 21 juillet 1846, il était général de brigade, le 8 juin 1848, lorsqu'il fut mis d'office à la retraite.
Il se retira alors dans la Manche, et devint, en 1850, directeur de la ferme-école de Martinvast, membre du conseil général de l'agriculture en 1852, et du conseil général de la Manche. Gendre de Henry de Magneville, il est le père de Théodose du Moncel.
Il est inhumé à Martinvast.

## Sources
- « Alexandre du Moncel », dans Adolphe Robert et Gaston Cougny, Dictionnaire des parlementaires français, Edgar Bourloton, 1889-1891 [détail de l’édition]